# Belvédère du Rayon Vert

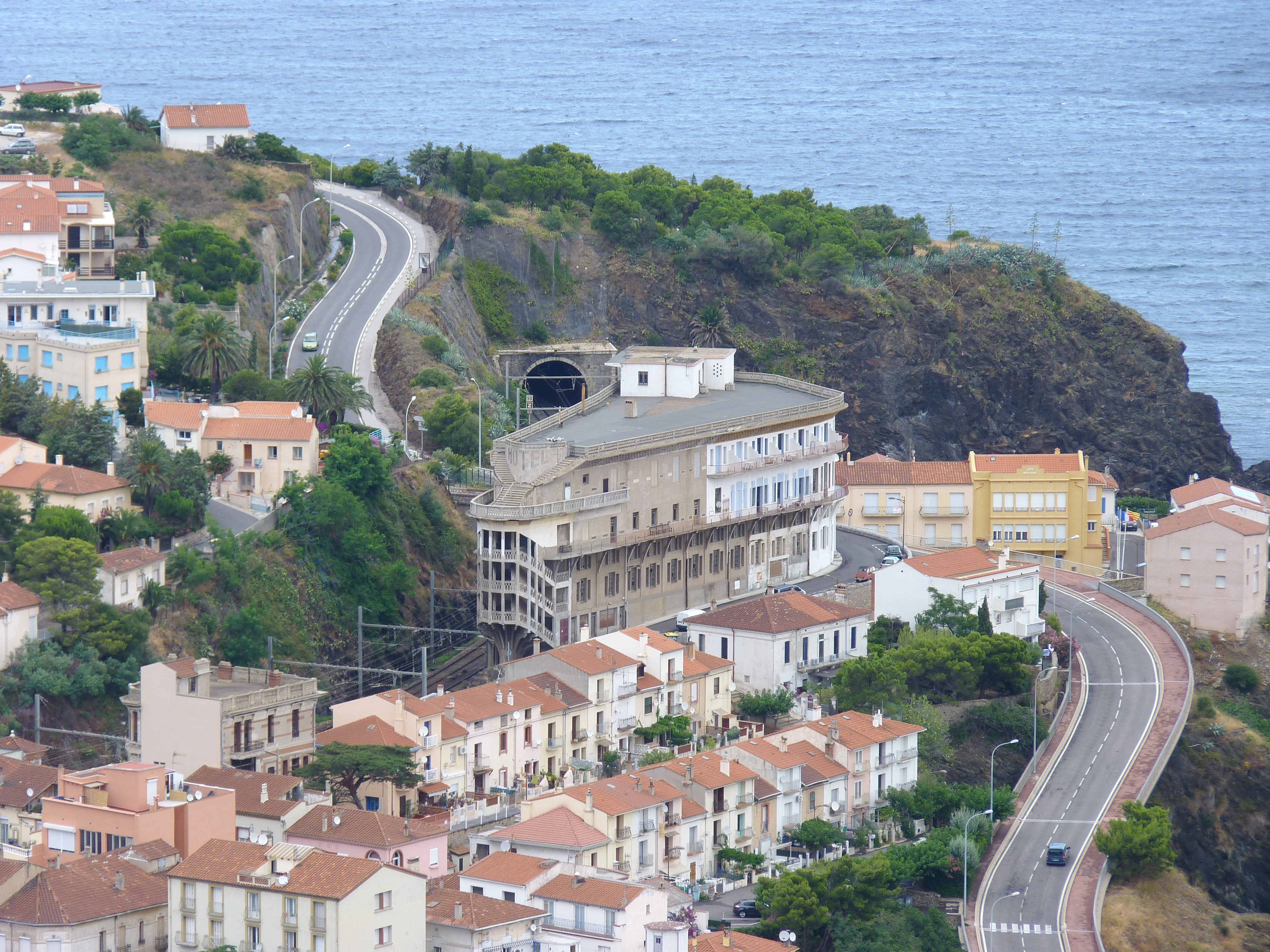
Vista general, amb la carretera, la via del tren, el Petit Túnel i part del poble, amb el Belvédère en lloc destacat

El Belvédère du Rayon Vert era un hotel del poble rossellonès de Cervera de la Marenda, a la Catalunya del Nord.
Està situat a l'extrem nord-oest, i més elevat, del poble vell de Cervera de la Marenda, a prop de la sortida nord-est de l'estació de tren, emmarcat a llevant per l'Avinguda de la Costa Vermella i a ponent per les vies del tren que queden per dessota de l'edifici.
Va ser dissenyat per l'arquitecte perpinyanès Léon Baille en estil art déco i construït entre el 1928 i el 1932, amb una aparença externa que feia pensar en un vaixell. Tenia el seu propi cinema, sala de joc, sales de ball i d'espectacles, una cotxera per a vehicles de luxe i una pista de tennis al terrat (en les explicacions que dona el propietari de l'hotel durant les visites guiades al mes d'agost de 2024, desmenteix que hi hagi hagut cap pista de tennis al terrat). El 2002, hom inclogué aquest edifici en la llista suplementària de monuments històrics. El nom fa referència al raig verd, un fenomen òptic meteorològic descrit per Jules Verne a Le rayon vert i a la pel·lícula homònima (però no relacionada amb l'obra de Verne) d'Éric Rohmer. Part de l'edifici s'ha reconstruït com a apartaments, mantenint algunes de les característiques originals. És visitable la majoria de les tardes. L'edifici va ser declarat monument històric de França el 1987.
L'edifici apareix en una escena de la pel·lícula La dona de l'anarquista codirigida per Peter Serh i Marie Noëlle l'any 2008 i inspirada en la Guerra Civil Espanyola.